# LG Electronics
Az LG Electronics Inc. a szórakoztató elektronikai, háztartáselektronikai, légkondicionáló és mobilkommunikációs termékek világának egyik vezető szereplője, az egyik legnagyobb dél-koreai csebol, az LG Group leányvállalalata. Televíziókészülékek gyártásában a Samsung után a világ második legnagyobb vállalata,
2012-ben az LG még a világ ötödik legnagyobb mobiltelefon-gyártója volt, 2020-ra azonban a 9. helyre csúszott vissza.

## Története
1957-ben Ku Inhö (구인회), az egy évvel később létrehozott, akkor még Goldstar (금성사, Kumszongsza) név alatt működő vállalat alapítója és vezérigazgatója éjszakáit rádióhallgatással töltötte. A rádió akkoriban a civilizáció szimbóluma volt, a legfejlettebb eszköz, amely híreket hoz a világról, de Koreában abban az időben még nem létezett a gyártásához szükséges technológia és szaktudás. A vállalat nemcsak az első koreai rádiót készítette el, de elsőként használt hazai gyártású alkatrészeket is. Ezért is tekintenek sokan úgy a vállalat indulására, mint Korea elektronikai iparának születésére. 1995-ben a koreai Lucky vállalat egyesült a Goldstarral, ebből származik az LG név. (A Life’s Good tehát nem a márkanév jelentése, hanem annak mintájára visszamenőlegesen alkotott jelmondat.)
Tevékenységének jelentőségét mutatja, hogy a dél-koreai vállalat volt az ázsiai félsziget országaiból az első, amely külföldi leányvállalatot, általános kutatási-fejlesztési és dizájn központot létesített, illetve az első koreai vállalat, mely átlépte a 100 millió dolláros exportforgalmat, illetve ügyfélszolgálatot hozott létre.
2009. január 1-jén az LG Electronics megoldásközpontú változások mentén átszervezte korábbi divízióit (Mobile Communications, Digital Display, Digital Media, Digital Appliances), és ma már LG Electronics Mobile Communications Company, LG Electronics Home Entertainment Company, LG Electronics Home Appliance Company és LG Electronics Air Conditioning Company részlegekkel működik.

## Szponzorként
2009-ben egy hosszú távú megállapodás értelmében a Formula–1 nemzetközi, illetve technológiai partnere lett. Az LG kizárólagos megjelöléseket használhat, valamint exkluzív marketingjogokra tett szert a nemzetközi sportesemény hivatalos szórakoztatóelektronikai, mobiltelefon, illetve adatfeldolgozó partnereként.
Az LG Electronics 2009 január 1-je óta, mint az „A Formula–1 Nemzetközi Partnere” és az „A Formula–1 Technológiai Partnere” címek tulajdonosa, kizárólagos megjelenési felületekkel és exkluzív marketingjogokkal rendelkezik a versenysorozattal kapcsolatban, és magáénak tudhatja az „A Formula–1 Hivatalos Szórakoztatóelektronikai-, Mobiltelefon-, Adatfeldolgozó Partnere” címeket is, melyeknek köszönhetően a televíziós közvetítésekkor az időmérésnél, az adatok kijelzésénél látható a logója. Az LG Electronics a 2010-es versenyszezonban két új megállapodást kötött. A Cosworth hivatalos szórakoztatóelektronikai partnereként saját termékeivel látja el a motorgyártót, például digitális vevőegységgel felszerelt LCD HDTV készülékekkel, HD/DVD-felvevőkkel, digitális műsorok vételére alkalmas HD projektorokkal és laptopokkal, amelyeket a Formula–1-es futamokon, illetve a vállalat Angliában található Formula–1-es központjában használnak. A Cosworth a 2010-es világbajnokságon négy csapatnak is szállított motort. Az LG Electronics a másik együttműködés értelmében pedig a Lotus Racing hivatalos technikai beszállítója, és mind a versenypályán, mind a fejlesztőüzemben támogatja termékeivel a csapatot. A 2010-es versenyszezonban az LG Electronics a Virgin Racing együttműködő partnere volt valamint a Red Bull Racing csapatszintű támogatója, illetve technológiai partnere.

## Részlegei

### Home Entertainment
Televíziókészülékek, plazmamodulok, valamint audio- és videotermékekkel kapcsolatos technológiákra összpontosít. A vállalat a korábbi digitális kijelzők (LG Electronics Digital Display Company), illetve digitális média (LG Electronics Digital Media Company) csoportok összevonássából született. A vállalat elnök-vezérigazgatója Simon Kang, aki ezt megelőzően az LG Digital Display Company elnökhelyettese és vezérigazgatója volt.

### Business Solution
Az LG Business Solutions Company kereskedelmi (B2B) monitorokra, szállodai televíziókra, digitális médiafelület alkalmazásokra, biztonsági, valamint telematikai rendszerekre összpontosít. A vállalatot B.B. Hwang, a korábbi LG Electronics Digital Media Company csoport elnökhelyettese és vezérigazgatója vezeti. A vállalat 2009. január 1-jén alakult a korábbi LG Electronics Digital Display Company és LG Electronics Digital Media Company egyes divízióit ötvözve.

### Digital Display
Az LG Group digitális kijelzőket gyártó tagja, amely elsősorban az LCD- és plazmatelevíziókat, valamint projektorokat, számítógép-monitorokat és plazmapaneleket gyárt.
A vállalat divíziói az LG Electronics Inc. globális stratégiaváltása után 2009. január 1-jétől az újonnan alakult LG Electronics Home Entertainment Company-ba illetve az LG Electronics Business Solution Company beleolvadva működnek tovább.

### Digital Media
Az LG Group szórakoztató elektronikai cikkeket gyártó tagja. A vállalat vezérigazgatója és ügyvezetője Mr. BB Hwang. A vállalat audio és video eszközöket, hordozható számítógépeket, optikai tárolóegységeket, biztonságtechnikai termékeket gyárt.
A vállalat divíziói az LG Electronics Inc. globális stratégiaváltása után 2009. január 1-jétől az újonnan alakult LG Electronics Home Entertainment Company-ba illetve az LG Electronics Business Solution Company beleolvadva működnek tovább.

### Home Appliances
az LG Group háztartási elektronikai cikkeket gyártó tagja. Többek között hűtőszekrényeket, konyhai eszközöket és egyéb háztartási eszközöket, például mosógépeket, porszívókat gyárt. A vállalat 1958-ban alakult LG Electronics Digital Appliance Company néven. Az 1960-as években kezdte forgalmazni az első koreai mosógépet és légkondicionálót. Az 1980-as években nyílt meg az első európai értékesítési pont Németországban. 2000-re a cég lett a világon a legtöbb légkondicionálót eladó vállalat, és kialakították az első internetes hűtőszekrényt is. 2008-ban az Amerikai Asztma és Allergia Alapítvány (AAFA) és az Allergia Sztenderdek Kft. (ASL) allergia- és asztmabarátnak nyilvánította a cég termékeit.[forrás?]
A vállalat az LG Electronics Inc. globális stratégiaváltása után 2009. január 1-jétől működik LG Electronics Home Appliance Company néven, immár a légkondicionáló készülékek nélkül, amelyek külön üzletágat alkotnak. A cég vezetésével a volt LG Electronics Digital Appliance Company vezérigazgatója, Young Haa Lee bízták meg.
Az LG háztartáselektronikai részlege gyártotta a világ első interaktív hűtőszekrényét és a gőzmosógépet.

### Mobile Communications
A vállalat mobiltelefon-részlege ismert volt arról, hogy folyamatosan új technikai megoldásokkal, innovációkkal kísérleteztek. Készítettek például duplaképernyős telefont, moduláris telefont, csuklóvénát szkennelve feloldó telefont, flexibilis képernyőjű telefont is. Az LG 2002-ben lépett be a mobiltelefon piacra a nyomógombos, ún. „candybar” formatervű B1200-zal. 2009-ben kezdett el Android rendszerű okostelefonokat gyártani.
2021 áprilisában az LG bejelentette, hogy július 31-gyel kivonul a mobiltelefonok piacáról, mely évek óta veszteséges a számukra. 2020-ban az LG a mobiltelefonpiac 2%-át birtokolta, 24,7 millió készüléket adott el, 13%-kal kevesebbet mint 2019-ben.

## Termékek
Az LG sok céggel – mint például a Philips-szel vagy a Hitachival – is együtt dolgozik. Az LG fejlesztései közé tartozik a Flatron képernyő, a teljes érintőképernyős mobiltelefon, és világpiaci vezető volt a CDMA mobiloknál.

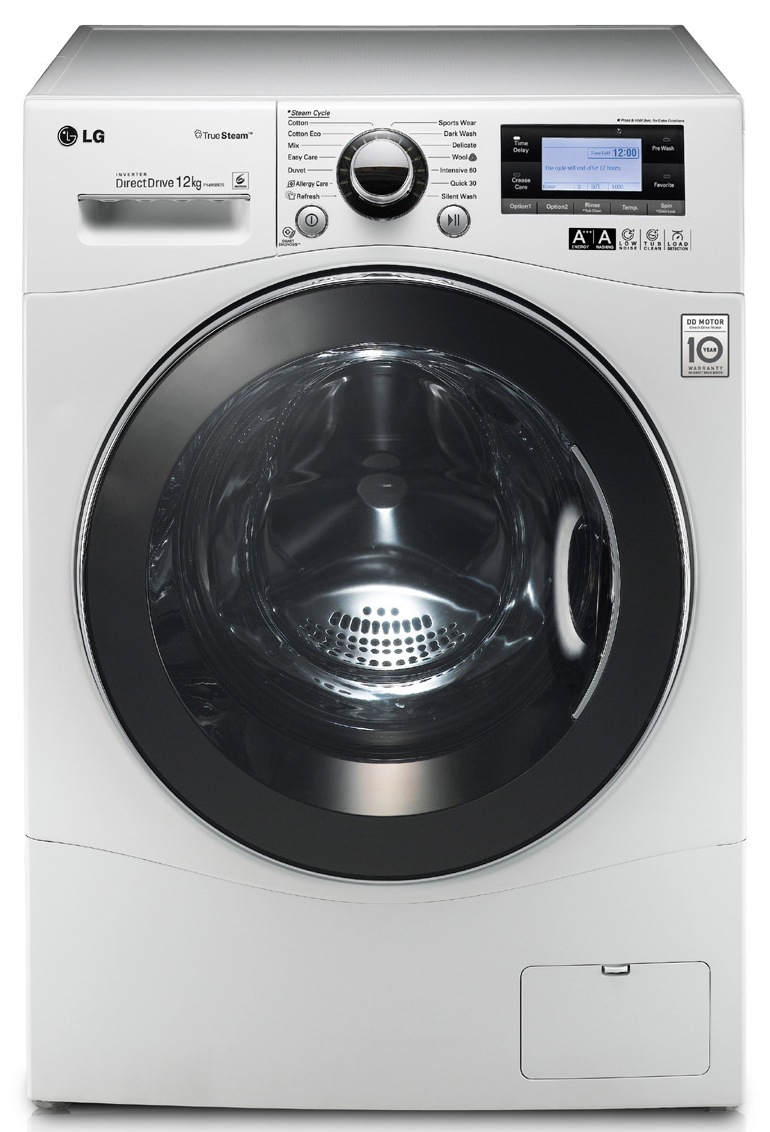
LG Direct Drive mosógép
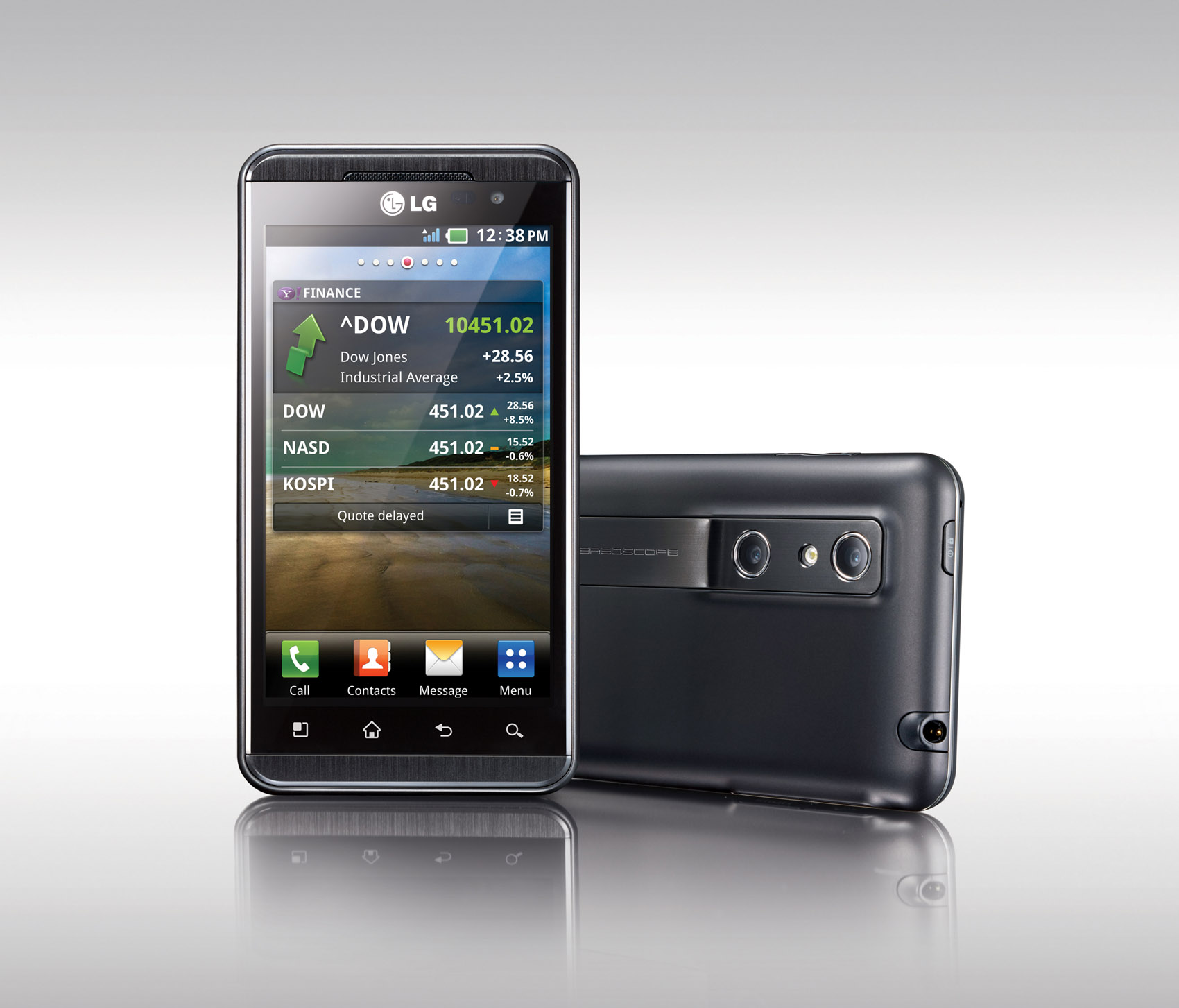
LG Optimus 3D okostelefon
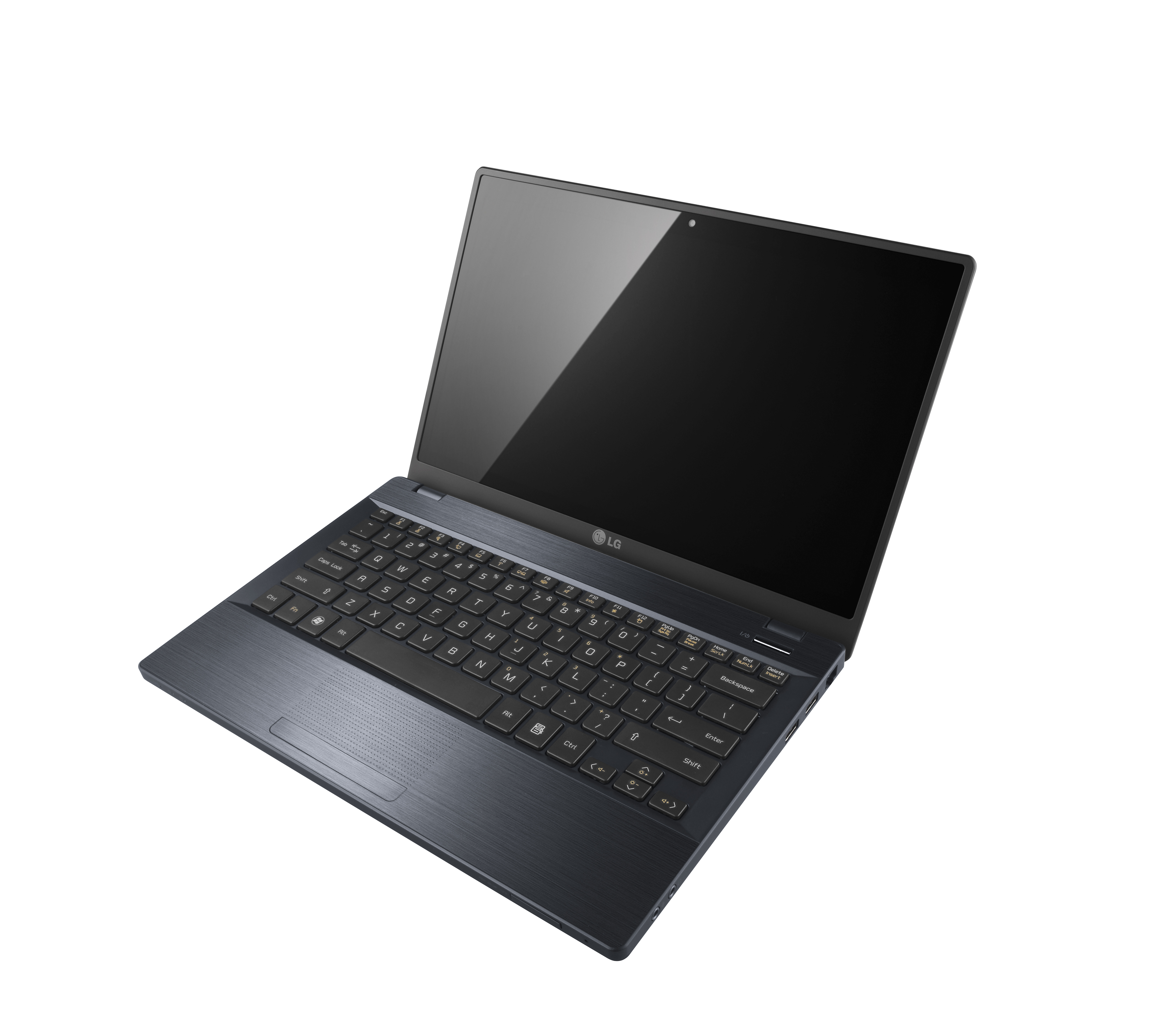
LG laptop
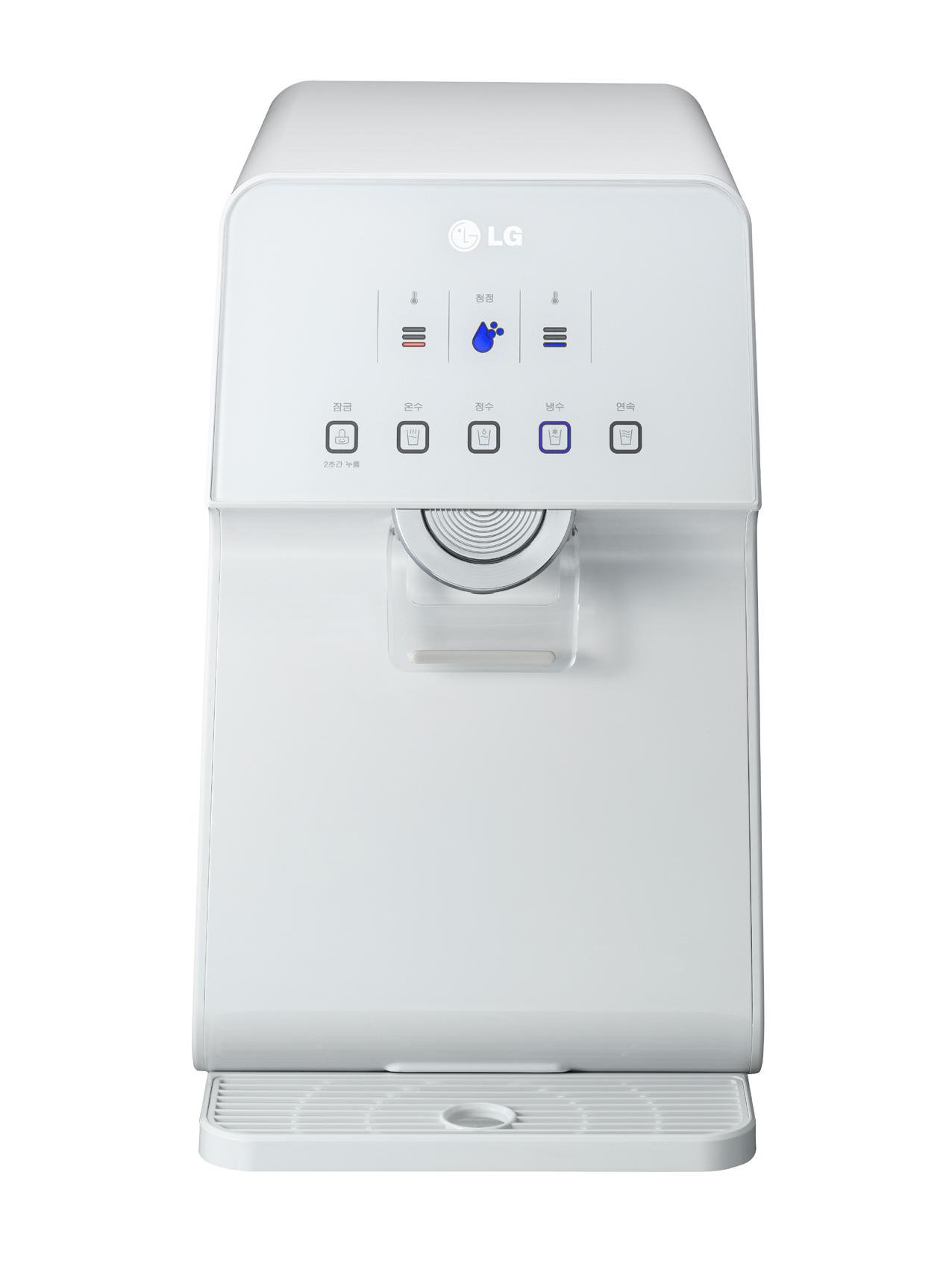
LG vízszűrő
LG okostévé